# Suzue Takayama
Suzue Takayama, född 12 december 1946 i Osaka prefektur, är en japansk före detta volleybollspelare.
Takayama blev olympisk silvermedaljör i volleyboll vid sommarspelen 1968 i Mexico City.